# Olympische Sommerspiele 1980/Leichtathletik – 110 m Hürden (Männer)

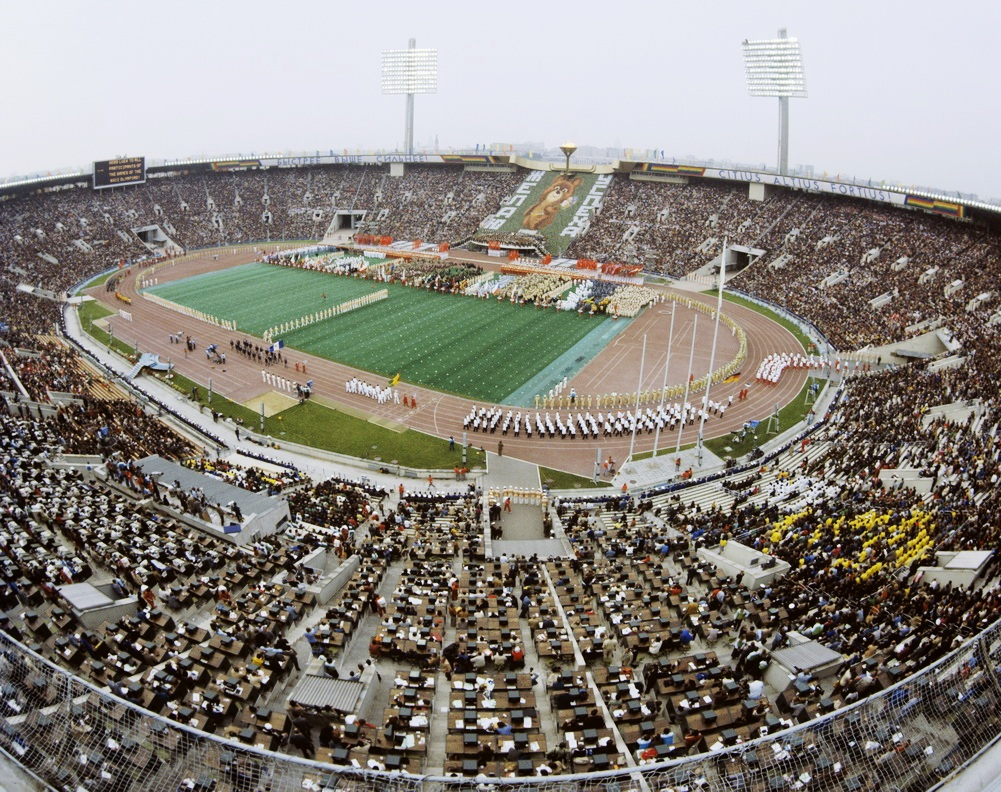
Das Luschniki-Stadion während der Eröffnungsfeier dieser Spiele

Der 110-Meter-Hürdenlauf der Männer bei den Olympischen Spielen 1980 in Moskau wurde am 25. und 27. Juli 1980 im Olympiastadion Luschniki ausgetragen. 23 Athleten nahmen teil.
Olympiasieger wurde Thomas Munkelt aus der DDR. Er gewann vor dem Kubaner Alejandro Casañas und Alexander Putschkow aus der Sowjetunion.
Neben dem Olympiasieger gingen für die DDR zudem Thomas Dittrich und Andreas Schlißke an den Start. Beide schieden im Halbfinale aus.

Läufer aus der Schweiz, Österreich und Liechtenstein nahmen nicht teil. Athleten aus der Bundesrepublik Deutschland waren wegen des Olympiaboykotts ebenfalls nicht dabei.

## Bestehende Rekorde
| Weltrekord         | 13,00 s | Renaldo Nehemiah ( USA) | Los Angeles, USA                  | 6. Mai 1979       |
| Olympischer Rekord | 13,24 s | Rod Milburn ( USA)      | Finale OS München, BR Deutschland | 7. September 1972 |

Der bestehende olympische Rekord wurde bei diesen Spielen nicht erreicht. Im schnellsten Rennen, dem Finale, verfehlte der Olympiasieger Thomas Munkelt diesen Rekord um fünfzehn Hundertstelsekunden. Zum Weltrekord fehlten ihm 39 Hundertstelsekunden.

## Durchführung des Wettbewerbs
Die Athleten traten am 25. Juli zu drei Vorläufen an. Die jeweils vier Laufbesten – hellblau unterlegt – sowie die nachfolgend vier Zeitschnellsten – hellgrün unterlegt – erreichten ins Halbfinale am 27. Juli. Hier qualifizierten sich die vier Laufbesten – wiederum hellblau unterlegt – für das Finale, das am selben Tag stattfand.

## Zeitplan
25. Juli, 12:00 Uhr: Vorläufe

27. Juli, 17:00 Uhr: Halbfinale

27. Juli, 19:00 Uhr: Finale
Anmerkung:
Alle Zeiten sind in Ortszeit Moskau (UTC+3) angegeben.

## Vorrunde
Datum: 25. Juli 1980, ab 12:00 Uhr

### Vorlauf 1

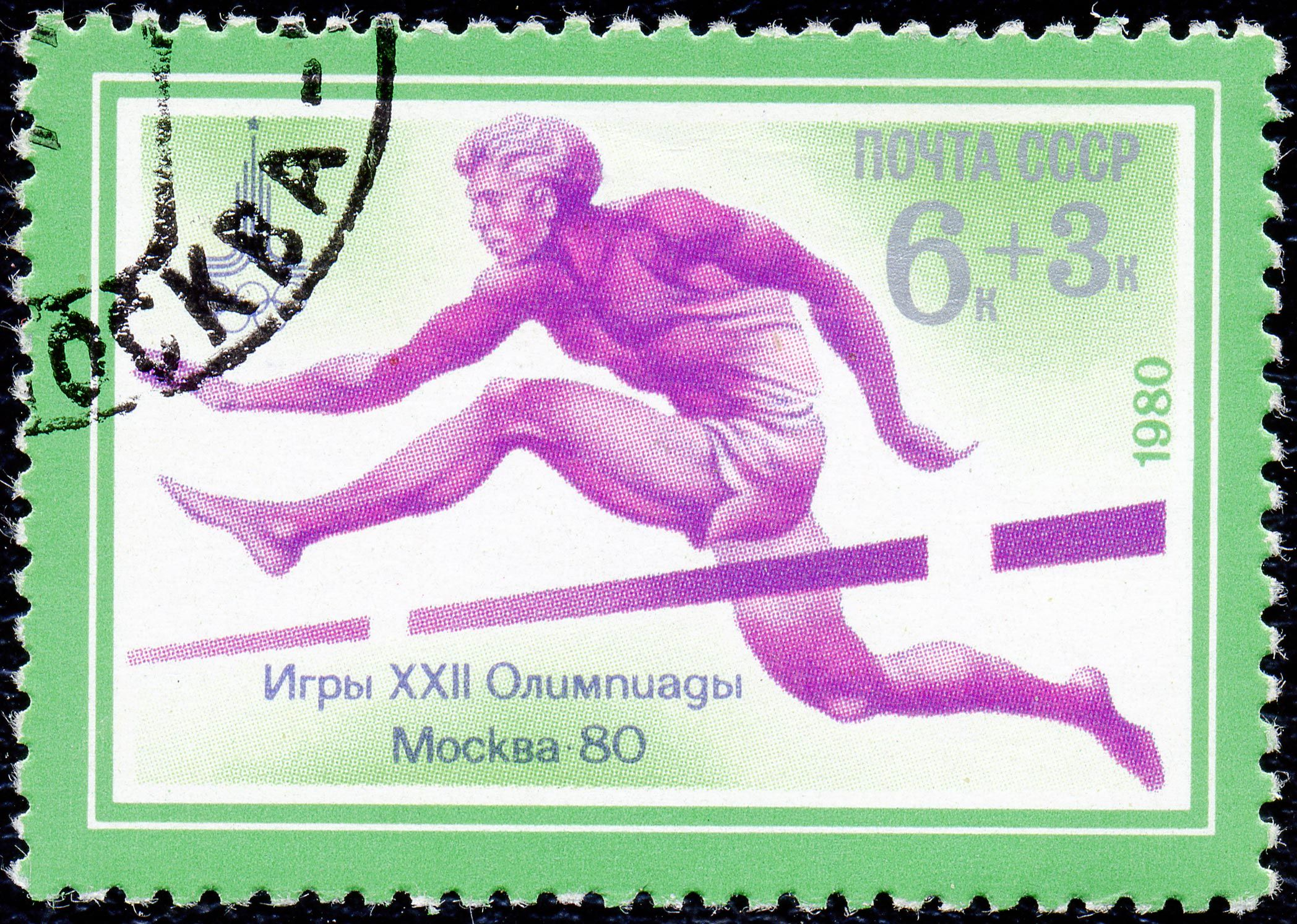
Der 110-Meter-Hürdenlauf,
dargestellt auf einer Briefmarke

Wind: +0,15 m/s
| Platz | Name              | Nation              | Zeit    |
| ----- | ----------------- | ------------------- | ------- |
| 1     | Juri Tscherwanjow | Sowjetunion         | 13,75 s |
| 2     | Jan Pusty         | Polen               | 13,84 s |
| 3     | Plamen Krastew    | Bulgarien           | 13,95 s |
| 4     | Andreas Schlißke  | DDR                 | 14,18 s |
| 5     | Petar Vukićević   | Jugoslawien         | 14,19 s |
| 6     | Bernard Mabikana  | Volksrepublik Kongo | 15,42 s |
| 7     | Maher Hreitani    | Syrien              | 15,45 s |
| DNF   | Július Ivan       | Tschechoslowakei    |         |

### Vorlauf 2
Wind: +0,48 m/s
| Platz | Name                | Nation         | Zeit    |
| ----- | ------------------- | -------------- | ------- |
| 1     | Thomas Munkelt      | DDR            | 13,55 s |
| 2     | Andrei Prokofjew    | Sowjetunion    | 13,61 s |
| 3     | Javier Moracho      | Spanien        | 13,72 s |
| 4     | Wilbert Greaves     | Großbritannien | 13,85 s |
| 5     | Borisav Pisić       | Jugoslawien    | 14,13 s |
| 6     | Abdoulaye Sarr      | Senegal        | 14,57 s |
| 7     | Abdul Jabbar Rahima | Irak           | 14,89 s |

### Vorlauf 3
Wind: +0,91 m/s
| Platz | Name                | Nation         | Zeit    |
| ----- | ------------------- | -------------- | ------- |
| 1     | Alejandro Casañas   | Kuba           | 13,46 s |
| 2     | Arto Bryggare       | Finnland       | 13,77 s |
| 3     | Mark Holtom         | Großbritannien | 13,83 s |
| 4     | Alexander Putschkow | Sowjetunion    | 13,84 s |
| 5     | Thomas Dittrich     | DDR            | 13,93 s |
| 6     | Carlos Sala         | Spanien        | 14,28 s |
| 7     | Abdul Ismail        | Mosambik       | 15,18 s |
| 8     | Antonio Gopal       | Seychellen     | 16,36 s |

## Halbfinale
Datum: 27. Juli 1980, ab 17:00 Uhr

### Lauf 1

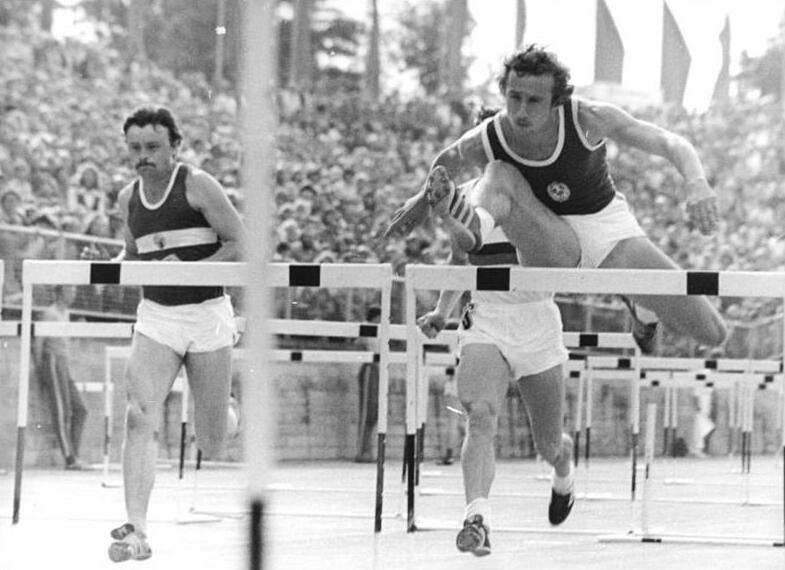
Thomas Dittrich (links, in einem Rennen mit dem dort siegreichen Thomas Munkelt) scheiterte als Fünfter des ersten Halbfinals
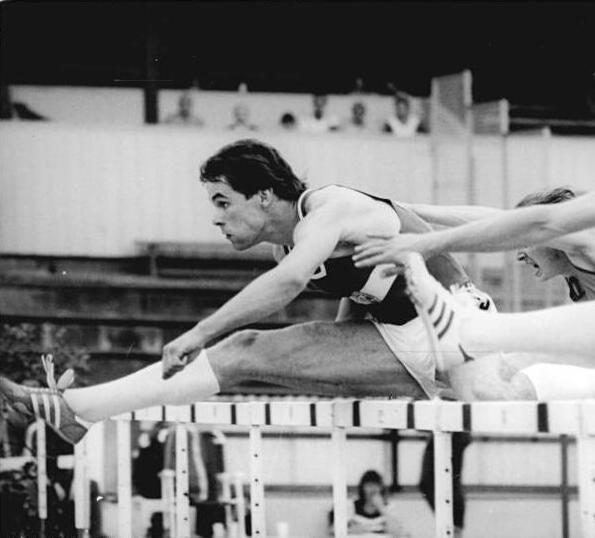
Andreas Schlißke – ausgeschieden als Achter des ersten Halbfinals

Wind: +0,68 m/s
| Platz | Name                             | Nation         | Zeit    |
| ----- | -------------------------------- | -------------- | ------- |
| 1     | Alejandro Casañas                | Kuba           | 13,44 s |
| 2     | Alexander Putschkow              | Sowjetunion    | 13,50 s |
| 3     | Juri Nikolajewitsch Tscherwanjow | Sowjetunion    | 13,78 s |
| 4     | Javier Moracho                   | Spanien        | 13,80 s |
| 5     | Thomas Dittrich                  | DDR            | 13,90 s |
| 6     | Wilbert Greaves                  | Großbritannien | 13,98 s |
| 7     | Borisav Pisić                    | Jugoslawien    | 14,16 s |
| 8     | Andreas Schlißke                 | DDR            | 14,60 s |

### Lauf 2
Wind: +0,81 m/s
| Platz | Name             | Nation         | Zeit    |
| ----- | ---------------- | -------------- | ------- |
| 1     | Thomas Munkelt   | DDR            | 13,49 s |
| 2     | Andrei Prokofjew | Sowjetunion    | 13,59 s |
| 3     | Arto Bryggare    | Finnland       | 13,78 s |
| 4     | Jan Pusty        | Polen          | 13,81 s |
| 5     | Mark Holtom      | Großbritannien | 13,94 s |
| 6     | Plamen Krastew   | Bulgarien      | 13,99 s |
| 7     | Carlos Sala      | Spanien        | 14,00 s |
| 8     | Petar Vukićević  | Jugoslawien    | 14,12 s |

## Finale

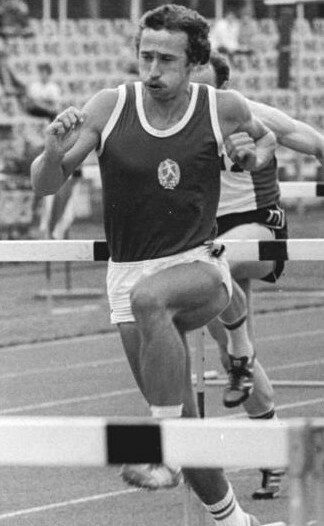
Olympiasieger Thomas Munkelt
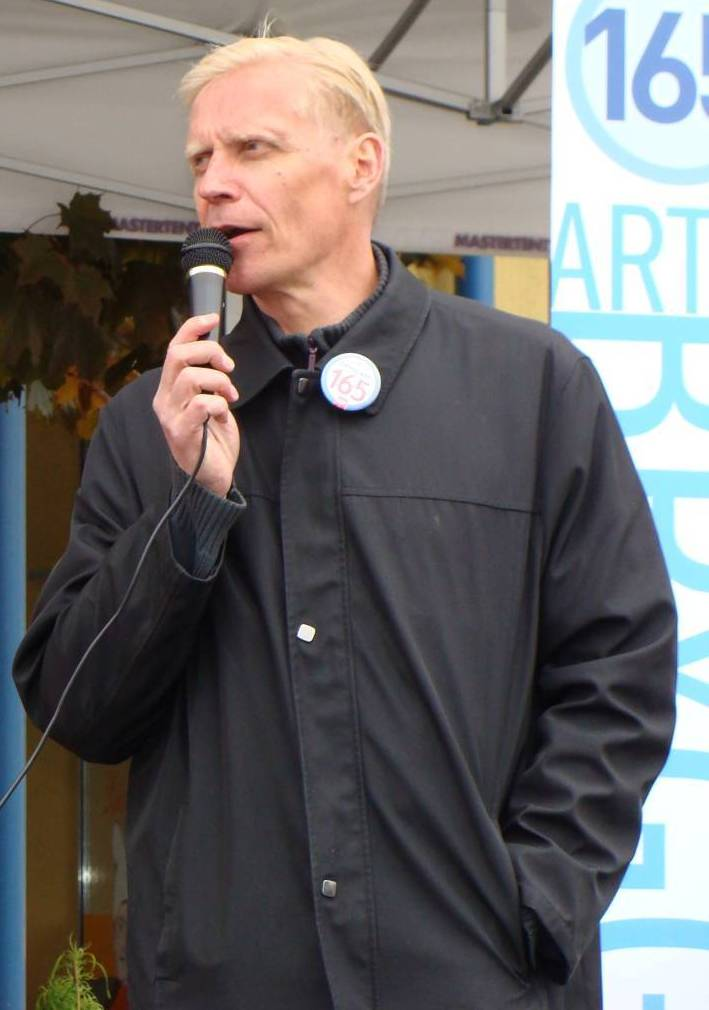
Arto Bryggare (hier im Jahr 2009) kam auf den sechsten Platz

Datum: 27. Juli 1980, 19:00 Uhr
Wind: +0,86 m/s
| Platz | Name                | Nation      | Zeit    |
| ----- | ------------------- | ----------- | ------- |
| 1     | Thomas Munkelt      | DDR         | 13,39 s |
| 2     | Alejandro Casañas   | Kuba        | 13,40 s |
| 3     | Alexander Putschkow | Sowjetunion | 13,44 s |
| 4     | Andrei Prokofjew    | Sowjetunion | 13,49 s |
| 5     | Jan Pusty           | Polen       | 13,68 s |
| 6     | Arto Bryggare       | Finnland    | 13,76 s |
| 7     | Javier Moracho      | Spanien     | 13,78 s |
| 8     | Juri Tscherwanjow   | Sowjetunion | 15,80 s |

Die Abwesenheit der US-amerikanischen Hürdenläufer, insbesondere des Weltrekordlers Renaldo Nehemiah und seines Teamkameraden Greg Foster, führte zu einer deutlichen Beeinträchtigung der Qualität dieses Wettbewerbs. Als Favoriten galten jetzt der Kubaner Alejandro Casañas und der DDR-Läufer Thomas Munkelt, Europameister von 1978.
Im Finalrennen hatte der Kubaner den besten Start, aber durch Berührung der ersten beiden Hürden konnte er sein Tempo nicht schnell genug steigern. Munkelt zog an ihm vorbei. Zwar kam Casañas noch einmal auf, doch es reichte nicht mehr, um ganz nach vorne zu kommen. So gewann Thomas Munkelt die Goldmedaille vor Alejandro Casañas. Bronze ging an Alexander Putschkow aus der UdSSR.
Thomas Munkelt lief zum ersten Olympiasieg der DDR über 110 Meter Hürden. Zugleich war es der erste deutsche Medaillengewinn überhaupt in dieser Disziplin.

## Videolinks
- 1980 Olympics 110m Hurdles, youtube.com, abgerufen am 29. Oktober 2021
- 1980 Moscow Olympic Games Athletics, Bereich 11:33 min bis 11:51 min, youtube.com, abgerufen am 27. Dezember 2017